# Kaye Don

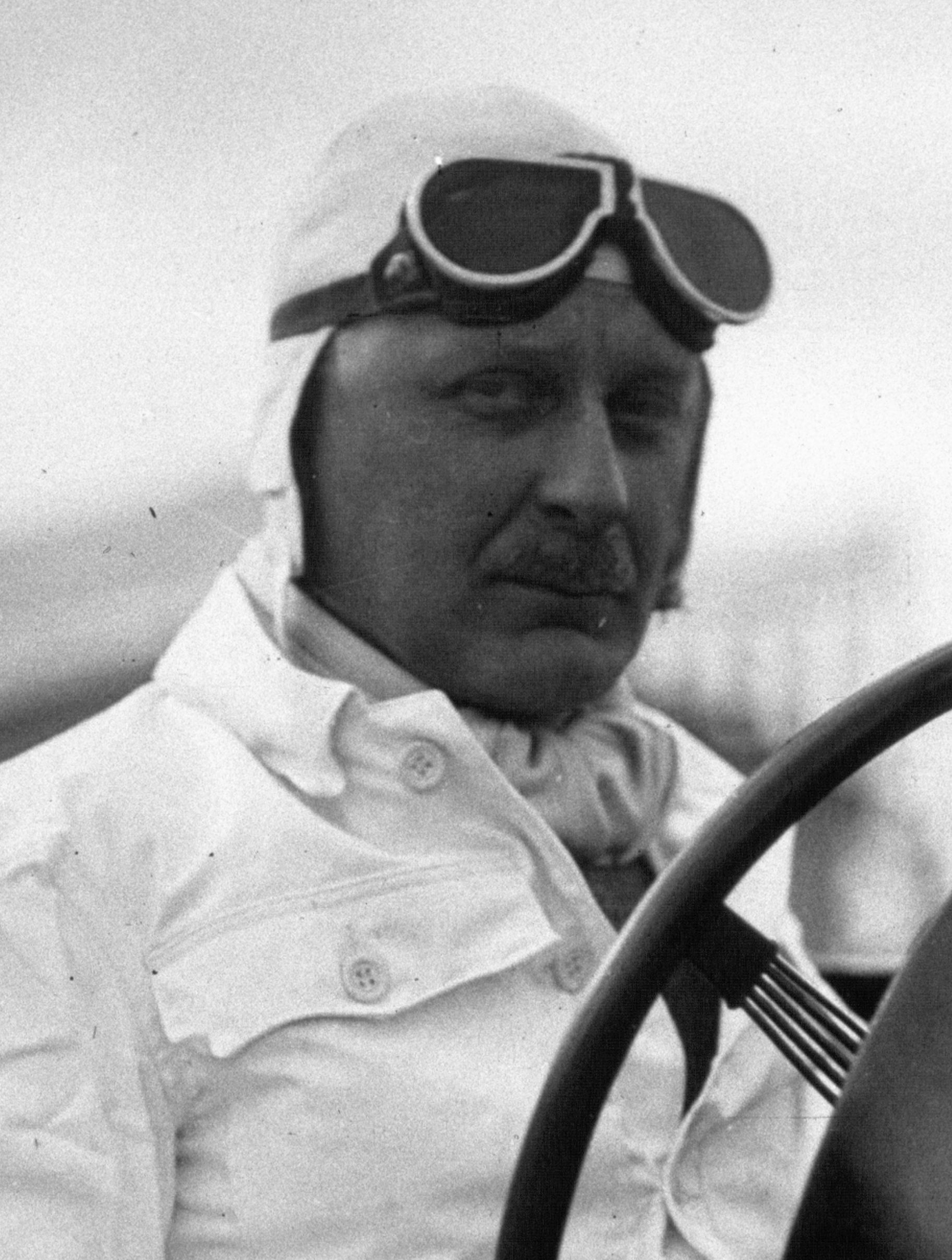
Kaye Don in einem Bugatti (1933)

Kaye Ernest Donsky (* 10. April 1891 in Dublin, Irland; † 29. August 1981 in Chobham, Surrey), besser bekannt unter seinem Nom de Course Kaye Don, war ein irischer Automobil- und Motorbootrennfahrer. Er war viermaliger Inhaber des absoluten Geschwindigkeitsweltrekord auf dem Wasser. Nach seinem Rücktritt vom Rennsport gründete er die Firma Ambassador Motorcycles.

## Frühes Leben
Kaye Ernest Donsky wurde in Dublin geboren, sein Vater starb früh. Er war polnischer Abstammung und verkürzte seinen ursprünglichen Familiennamen zu Don, den er danach gewissermaßen wie einen Künstlernamen führte. Er wuchs in Kingston-upon-Thames auf und war während des Ersten Weltkriegs Pilot des Royal Flying Corps.

## Anfänge der Motorsportkarriere
Kaye Don begann seine Karriere auf Motorrädern, wechselte jedoch bald zu Autos und gewann 1928 mit einem Lea-Francis seine erste RAC Tourist Trophy auf dem Straßenkurs von Ards, Nordirland. Zwischen 1926 und 1928 fuhr Kaye in Brooklands einen Grand Prix Sunbeam von 1921, einen Ex-„Blue Bird“ von Malcolm Campbell, und trug maßgeblich dazu bei, was W. Boddy als „the best run of success by any Brooklands car in such a period“ (den besten Erfolg eines Brooklands-Autos in einer solchen Zeit) bezeichnete.
1928 verfügte Don über drei ehemalige Werks-Sunbeam, die er Cub, Tiger und Tigress nannte. Damit trat er regelmäßig in Brooklands an. Am 22. September 1928 stellte er bei fliegendem Start einen neuen Rundenrekord über 131,76 Meilen pro Stunde (212,05 km/h) auf. Am 5. August 1929 verbesserte er diese Leistung auf 134,24 mph (216,04 km/h). Zwischen 1928 und 1930 erzielte er auch zahlreiche Rekorde mit einem Wolseley Viper.
1930 lobte der Daily Herald, eine englische Zeitung in Brooklands, eine Trophäe für den schnellsten Fahrer aus. Am 9. Juni 1930 traten der Brite Tim Birkin und Kaye Don an, der erste in einem Bentley Blower Tourer, der zweite im Sunbeam „Tigress“ 4 Liter. Don gewann mit einer Geschwindigkeit von 137,577 mph (221,41 km/h).
In einer Siegerrede vor dem Empire Club of Canada im Jahr 1931, als er bereits Inhaber von mehreren Geschwindigkeitsrekorden zu Land und Wasser war, zeigte Kaye Don klassisches Understatement: „Ein oder zwei Erfahrungen, die ich gemacht habe, waren etwas aufregend.“

## Rekordversuche mit Silver Bullet

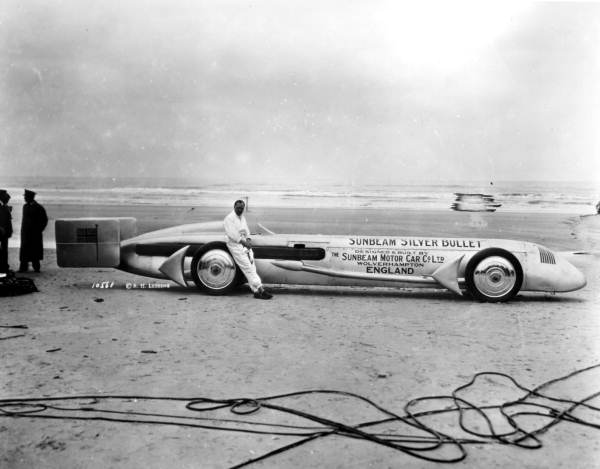
Der Sunbeam Silver Bullet

Der Sunbeam Silver Bullet war nach Sunbeam 350HP, dem 4 Liter Sunbeam Ladybird und dem Sunbeam 1000 hp ein letzter Versuch der Sunbeam Motor Car Company aus Wolverhampton, den Landgeschwindigkeitsrekord zu erringen. Das Fahrzeug wurde 1929 für Kaye Don gebaut. Angetrieben von zwei aufgeladenen Sunbeam-Flugzeugtriebwerken mit jeweils 24 Litern sah es beeindruckend aus, konnte jedoch keine Rekorde erzielen.

## Einsätze mit Miss England

### Harmsworth Trophy

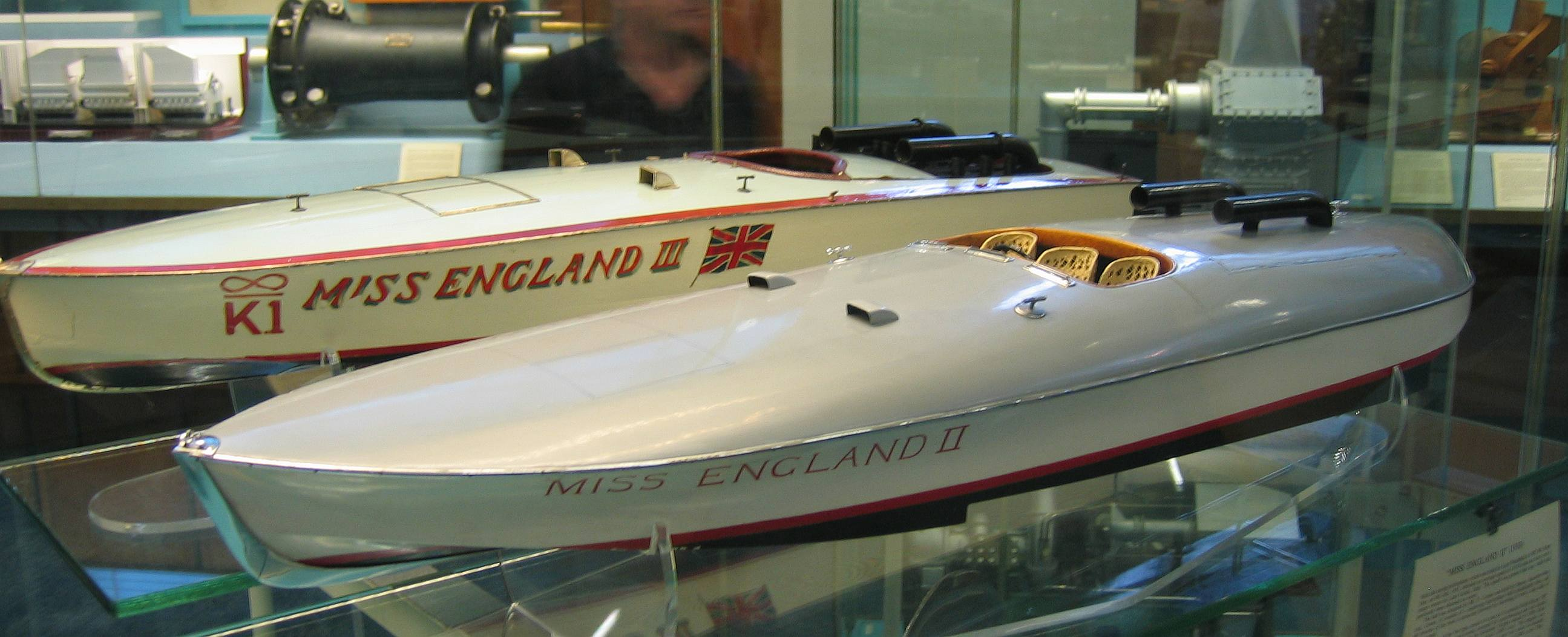
Modell von Miss England II im Science Museum, London, im Hintergrund die Nachfolgerin Miss England III

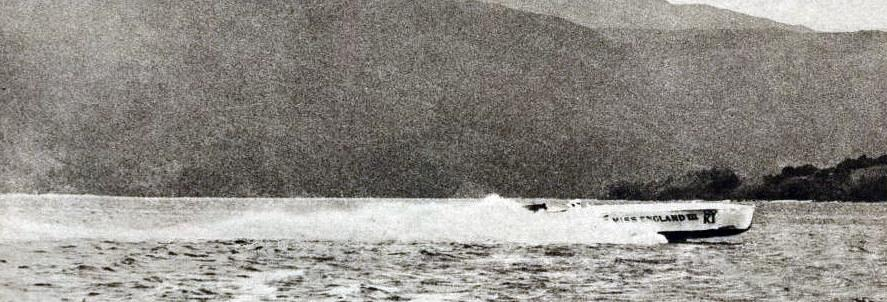
Am 18. Juli 1932 zog Kaye 20.000 Zuschauer an, als er mit Miss England III einen absoluten Geschwindigkeitsrekord von 119,81 Meilen pro Stunde am Loch Lomond aufstellte.

1931 wurde Kaye Don ausgewählt, um am prestigeträchtigen „Harmsworth Trophy Race“ auf dem Detroit River (USA) teilzunehmen. Bei diesem Rennen treten zwar private Teams gegeneinander an, werden aber in den Ergebnislisten wie „Nationalmannschaften“ behandelt. In Großbritannien wurde das Projekt in der Presse zum Match zwischen den Wood-Brüdern Gar (in der neuen Miss America IX) und George (in der letztjährigen Miss America VIII) und dem kurzerhand zum „Engländer“ umdeklarierten Kaye Don, der Lord Wakefields Miss England II fährt, hochstilisiert.
Während der Vorbereitung auf das Rennen war Gar Wood der erste Fahrer, der eine Geschwindigkeitsmarke von 100 mph (160 km/h) auf dem Wasser überschritt. Drei Tage später wurde Kaye Don zum neuen Weltrekordhalter in dieser Kategorie, als er Wood mit einer kleinen Verbesserung von nur 1,25 mph (2,01 km/h) übertraf.
Vor geschätzt mehr als einer Million Zuschauer gewann Don den ersten Lauf des Rennens. Miss America IX hatte Rumpfschäden erlitten, als sie durch Miss Englands Kielwasser fuhr. Obwohl das Team über Nacht arbeitete, war das Boot am nächsten Tag nicht einsatzbereit und Wood bat um eine Startverschiebung, damit die Reparaturen abgeschlossen werden konnten, was er belegt angemeldet hatte. Don pochte jedoch auf das Reglement, eine Angelegenheit, die heute noch mit einigem Konfliktpotential belastet ist. Miss America IX schaffte es bis zum zweiten Lauf, aber nur, weil Wood mit Hochdruck zur Startlinie raste, ein Fehler, der ihn später viel Geld kostete. Während dieses engen Rennens führte Wood vor Don. Beim Umrunden einer Kurvenboje überschlug sich Miss England II, ohne dass Don und sein Beifahrer dabei verletzt wurden. Gar Wood beendete zwar das Rennen als Erster, aber sowohl er als auch Don wurden disqualifiziert, weil sie einen Frühstart von mehr als sieben Sekunden hatten. George Wood beendete das letzte Rennen und gewann den Harmsworth Cup.

### Unlimited Speed Record
Die Boote der damaligen Zeit traten nicht nur bei klassischen Rundstreckenrennen an, sondern wurden auch bei Versuchen für den absoluten Geschwindigkeitsrekord eingesetzt. Der Engländer Henry Segrave erzielte am 13. Juni 1930 mit Miss England II auf dem Windermere mit einem Durchschnitt von 98,76 mph (158,94 km/h; 85.82 kn) über zwei Läufe eine neue absolute Bestmarke. Bei einem dritten Versuch überschlug sich das Boot bei voller Fahrt. Es wird vermutet, dass es großes Treibgut getroffen hat. Dabei wurde Segrave getötet.
Nach Segraves Tod wurde Miss England II geborgen und repariert. Kaye Don wurde als neuer Fahrer für die für 1931 geplanten Versuche verpflichtet. Anfang des Jahres testete Don das Boot am Lough Neagh in der Nähe von Belfast, Nordirland, und erreichte eine inoffizielle Geschwindigkeit von 107 Meilen pro Stunde. Der US-Amerikaner Garfield Wood stellte dann am 20. März 1931 den offiziellen Rekord mit 102,256 mph (164,565 km/h) auf. Einen knappen Monat später, am 15. April gelang Don auf dem Río Paraná in Südamerika eine knappe Verbesserung (103,49 mph / 166,55 km/h) dieses Rekordes. Seine eigene Leistung steigerte er drei Monate später nochmals bei einem weiteren Versuch auf dem norditalienischen Gardasee, als er vor Gardone 110,223 mph (177,387 km/h) erreichte.
Am 18. Juli 1932 stellte Kaye Don mit dem Nachfolgemodell Miss England III auf dem Loch Lomond in Schottland einen neuen Water Speed Record auf, den er am selben Tag in einem weiteren Versuch auf 119,81 mph (104.11 kn; 192,82 km/h) verbesserte. Der Rekord hatte bis September Bestand, als er von Gar Wood mit der viermotorigen Miss America X mit 124,86 mph (200,94 km/h) übertroffen wurde.
| Jahr | Datum     | Ort         | mph     | km/h    | Boot             | Pilot    |
| ---- | --------- | ----------- | ------- | ------- | ---------------- | -------- |
| 1931 | 15. April | Paraná      | 103,49  | 166,55  | Miss England II  | Kaye Don |
| 1931 | 31. Juli  | Gardasee    | 110,223 | 177,387 | Miss England II  | Kaye Don |
| 1932 | 18. Juli  | Loch Lomond | 117     | 189     | Miss England III | Kaye Don |
| 1932 | 18. Juli  | Loch Lomond | 119,81  | 192,82  | Miss England III | Kaye Don |

## Unfall auf der Isle of Man

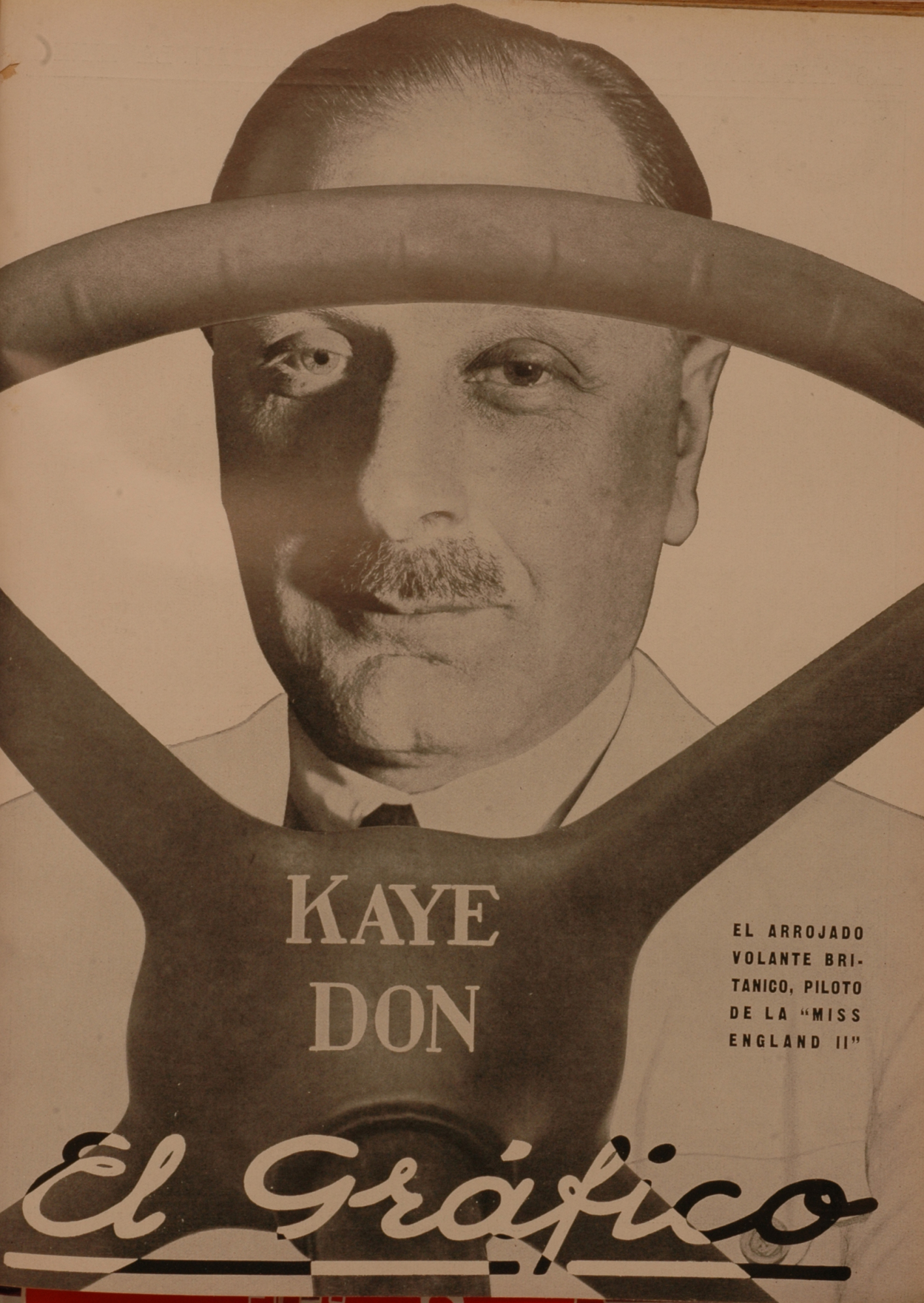
Kaye Don 1931

Am Montag, dem 28. Mai 1934, bereitete sich Kaye Don darauf vor, einen MG Magnette auf öffentlichen Straßen auf der Isle of Man zu fahren. Er war in einen Vorfall verwickelt, der zum Tod von Francis Tayler, einem MG-Mitarbeiter, führte. Nach Tests am Morgen hatte sich Don über schlechte Lenkung beschwert, obwohl dies von MG bestritten wurde. Am späten Abend, als Don sich darauf vorbereitete, mit seiner Frau und seinem Rennfahrerkollegen H. C. Hamilton Bridge zu spielen, informierte Tayler ihn, dass am Auto gearbeitet und ein Test durchgeführt worden war.
Kaye Don unternahm mit Francis Tayler als Passagier sogleich um 22 Uhr eine weitere Testfahrt. Das Auto hatte keine Lichter, Nummernschilder oder Versicherung, wurde jedoch auf nicht abgesperrten öffentlichen Straßen gefahren. Don behauptete später, dass das Licht angemessen gewesen sei, obwohl es inzwischen ungefähr 22.25 Uhr war.
Als er um eine Kurve bog, kollidierte der MG plötzlich mit einem sogenannten Hackney carriage (wie die Londoner Taxis), das von Ralph Cain gefahren wurde, der fünf Passagiere dabei hatte. In der Kabine wurde niemand verletzt, aber der MG verlor ein Rad und kippte um. Beide Insassen wurden verletzt und um 22.45 Uhr ins Krankenhaus eingeliefert. Tayler starb am nächsten Morgen um 5.15 Uhr.
Mit einer Mehrheit von sieben zu vier stellte das Coroner’s Court fest, dass Taylers Tod auf Fahrlässigkeit von Kaye Don zurückzuführen war, der daraufhin wegen Totschlags vor Gericht gestellt wurde. Der Prozess wurde am 14. Juli vor dem traditionsreichen Isle of Man Tynwald court eröffnet. Sammy Davis, Herausgeber von Autocar, verteidigte Don mit der Begründung, dass ein Rennmechaniker wie Tayler die Risiken kenne. Die Beweise wurden vorgelegt, Don wurde für schuldig befunden und zu vier Monaten Gefängnis verurteilt.
Daraufhin legte er Berufung ein mit der Begründung, Francis Tayler habe vor seinem Tod etwas zu seinem (Dons) Nachteil gesagt, und diese Aussagen seien öffentlich geworden und hätten seinen Prozess beeinträchtigt. Er gab 16 Rechtsmittelgründe, aber alle wurden abgelehnt und die Beschwerde am 29. September zurückgewiesen. Im Gefängnis wurde er als privilegierter Gefangener behandelt und weiterhin medizinisch behandelt. Er wurde am 10. Dezember aus medizinischen Gründen freigelassen.
Das Grab von Francis Tayler befindet sich auf dem St. Sepulchre’s Cemetery in Jericho, Oxford. Seine Witwe Phyllis starb im Alter von 93 Jahren, fast 66 Jahre später, im Jahr 2000.

## Ambassador Motorcycles
In den 1940er Jahren gründete und entwickelte Don die Firma Ambassador Motorcycles. Das Unternehmen produzierte viele verschiedene Motorrad-Modelle, bis sie 1962 vom englischen Hersteller DMW übernommen wurde und Kaye Don in den Ruhestand ging.

## Privates
Kaye Don war zweimal verheiratet. Seine erste Ehe begann 1932, als er im Alter von 41 Jahren Eileen, die Tochter von Leonard F. Martin aus New York, heiratete. Sie lebten in Weybridge, Surrey und hatten zwei Söhne und eine Tochter. Diese Ehe wurde später aufgelöst. 1954 heiratete er im Alter von 64 Jahren Valerie Evelyn, mit der er in der Nähe von Chobham, Surrey lebte.
Kaye Don starb 1981 im Alter von 90 Jahren in Chobham, Surrey. In Erinnerung an seine großen Erfolge auf der Rennstrecke von Brooklands wurde in der Nähe, ein Elmbridge, eine Straße nach Kaye Don benannt.